# Кыргызстан на Играх исламской солидарности
Кыргызстан принимает участие в Играх исламской солидарности, начиная с Игр 2005 года.
За все Игры спортивные делегации Кыргызстана завоевали всего 56 медалей, из них 14 золотых, в медальном зачёте занимают 13-е место.

## Медальный зачёт
С учётом результатов Игр 2021 года.
| Игры           | Золото | Серебро | Бронза | Всего | Место |
| Мекка 2005     | 2      | 2       | 4      | 8     | 12    |
| Палембанг 2013 | 0      | 0       | 0      | 0     | —     |
| Баку 2017      | 4      | 5       | 8      | 17    | 10    |
| Конья 2021     | 8      | 8       | 15     | 31    | 9     |
| Всего          | 14     | 15      | 27     | 56    | 13    |